# O Canto da Sereia (romance)
O Canto da Sereia - Um Noir Baiano é um romance policial do  jornalista, compositor, escritor, roteirista, produtor musical e letrista brasileiro Nelson Motta. A história mostra os desdobramentos de um crime que para a capital baiana, Salvador, após o assassinato de uma famosa cantora de axé, Sereia, em plena terça-feira de carnaval.
Descrito como um "Noir baiano", o livro traz uma percepção atípica do gênero policial, pelo cenário onde a história se passa (as ruas de Salvador em pleno Carnaval), e por suas personagens, que nada possuem em comum com os típicos trejeitos brutos e sombrios da maior parte do gênero.
Em 2013, a história foi adaptada pela Rede Globo para uma minissérie de quatro capítulos de mesmo nome, com Ísis Valverde no papel principal.

## Sinopse
Tudo começa quando Sereia Maria de Oliveira, uma bela aspirante a cantora, esbarra por acaso no produtor Paulinho de Jesus ao sair de um terreiro de candomblé.  Fascinado pela beleza da moça, Paulinho vai até o bar onde Sereia se apresenta e a oferece uma proposta de estrelato, alegremente aceita pela cantora.
Anos depois, Sereia tornou-se um dos maiores nomes do axé baiano, com legiões de fãs e shows lotados. Porém, justo na terça-feira gorda, a diva é assassinada em cima do trio elétrico, desencadeando na busca pelo assassino da cantora. O segurança e detetive particular de Sereia, Agostinho "Augustão" Matoso, começa uma incansável busca pelo assassino da estrela, num ambiente constituído de muita música baiana, sexo e drogas.

## Adaptação
Em 2013 a obra foi adaptada para a televisão com texto de George Moura, Patrícia Andrade e Sérgio Goldenberg, com supervisão da autora de novelas Glória Perez. A direção geral é de José Luiz Villamarim, e a de núcleo é assinada por Ricardo Waddington.
O Canto da Sereia possui Ísis Valverde como a cantora assassinada, Marcos Palmeira como o investigador Augustão, e Gabriel Braga Nunes como Paulinho de Jesus.